# HNK Hajduk Split
Hrvatski nogometni klub Hajduk Split s.d.d., ofta kallat Hajduk (om namnets ursprung, se hajduker), är ett fotbollslag från Split som tillsammans med Dinamo Zagreb räknas till Kroatiens mest framgångsrika fotbollslag. Laget grundades 13 februari 1911. Det spelar i Kroatiens högsta serie Prva hrvatska nogometna liga, ofta förkortat "Prva HNL", vilket motsvarar Allsvenskan i Sverige. Klubbens hemmaarena är Poljudstadion. Supporterklubben Torcida Split bildades 1950. Lagets karakteristiska färg är vit.
Bland klubbens främsta rivaler finns NK Dinamo Zagreb.

## Meriter
- Klubben var kroatiska mästare (6): 1992, 1993–94, 1994–95, 2000–01, 2003–04, 2004–05
- Kroatiska cupen (8): 1992–93, 1994–95, 1999–2000, 2002–03, 2009–10, 2012–13, 2021/22, 2022/23
- Kroatien supercup (5): 1992, 1993, 1994, 2004, 2005

## Placering tidigare säsonger
| Säsong    | Nivå | Liga       | Placering | Referens |
| --------- | ---- | ---------- | --------- | -------- |
| 2009/2010 | 1    | Prva HNL   | 2         | [ 2 ]    |
| 2010/2011 | 1    | Prva HNL   | 2         | [ 3 ]    |
| 2011/2012 | 1    | Prva HNL   | 2         | [ 4 ]    |
| 2012/2013 | 1    | Prva HNL   | 4         | [ 5 ]    |
| 2013/2014 | 1    | Prva HNL   | 3         | [ 6 ]    |
| 2014/2015 | 1    | Prva HNL   | 3         | [ 7 ]    |
| 2015/2016 | 1    | Prva HNL   | 3         | [ 8 ]    |
| 2016/2017 | 1    | Prva HNL   | 3         | [ 9 ]    |
| 2017/2018 | 1    | Prva HNL   | 3         | [ 10 ]   |
| 2018/2019 | 1    | Prva HNL   | 4         | [ 11 ]   |
| 2019/2020 | 1    | Prva HNL   | 5         | [ 12 ]   |
| 2020/2021 | 1    | Prva HNL   | 4         | [ 13 ]   |
| 2021/2022 | 1    | Prva HNL   | 2         | [ 14 ]   |
| 2022/2023 | 1    | SuperSport | 2         | [ 15 ]   |